# Visbek
Visbek település Németországban, azon belül Alsó-Szászország tartományban. Lakosainak száma 10 116 fő (2023. december 31.). Visbek Vechta és Goldenstedt községekkel határos.

## Fekvése
Cloppenburgtól keletre, a Zusam folyó partján fekvő település.

## Története
A település és környéke már a neolitikum idején is lakott volt. Nevét 819-ben Jámbor Lajos oklevele említette először fiscbechi néven.
1252 körül Visbek politikailag Münster birtokaihoz tartozott, a münsteri püspökség fennhatósága alá azonban csak 1666 körül került.

## Galéria

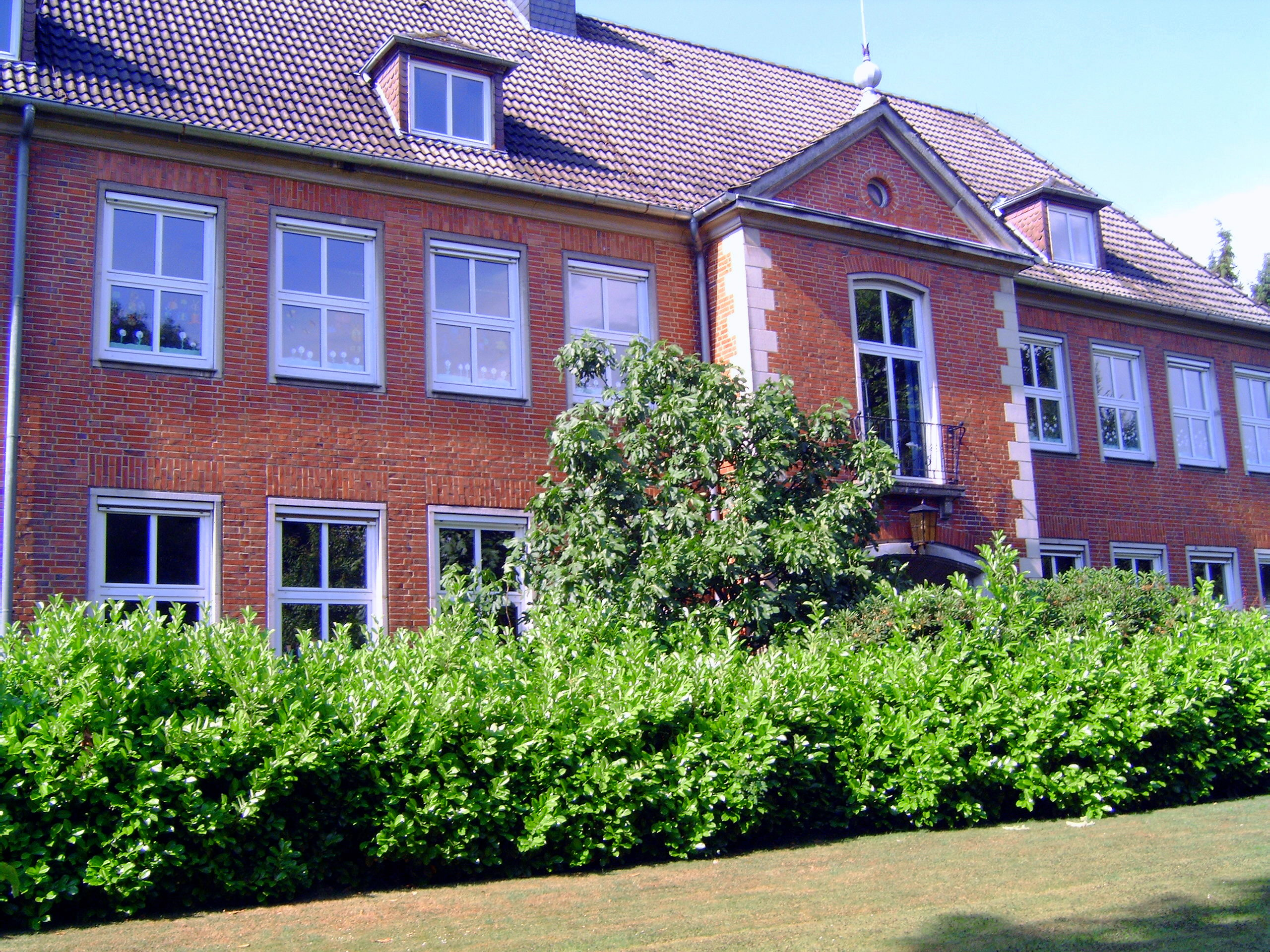
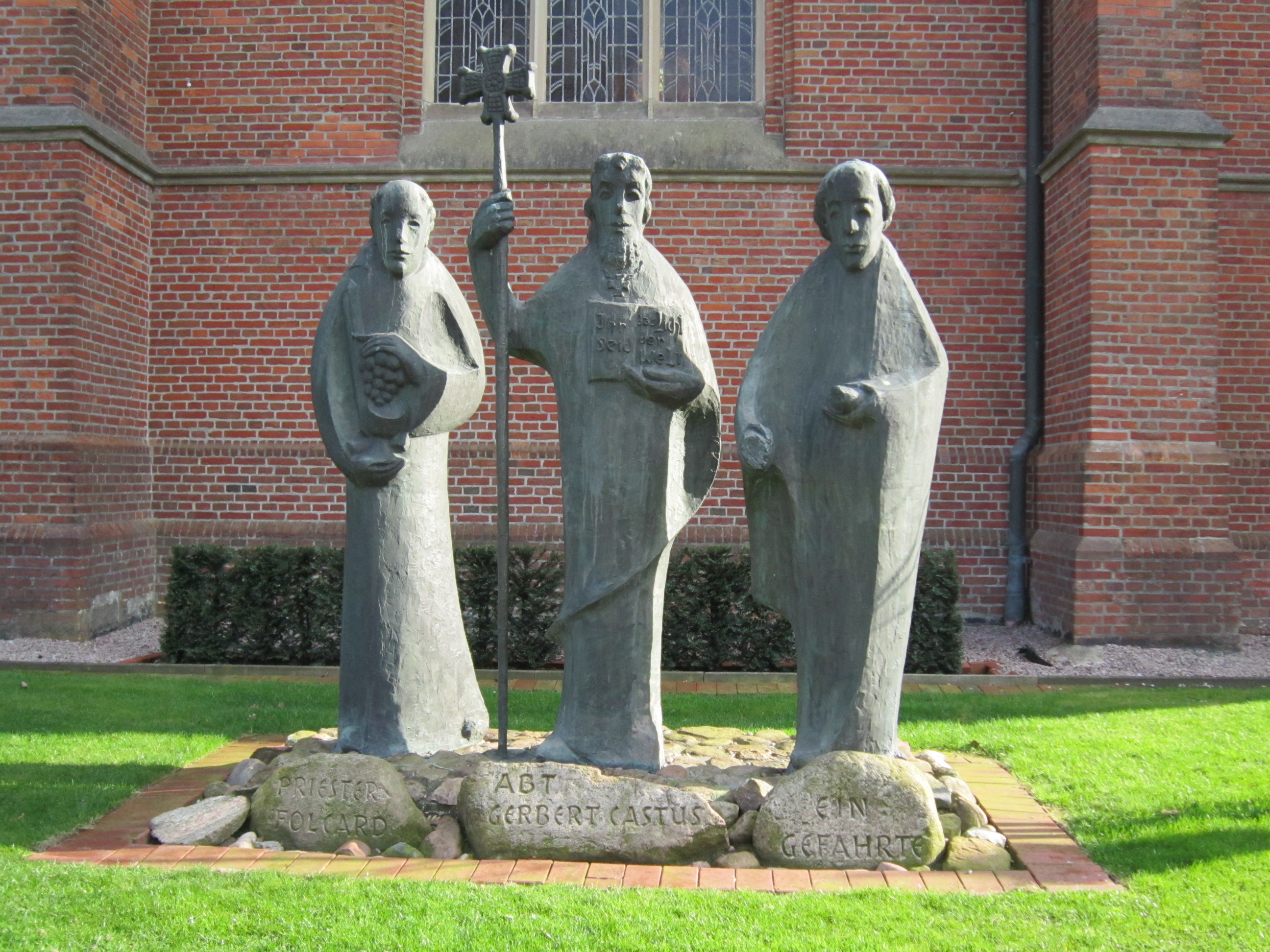
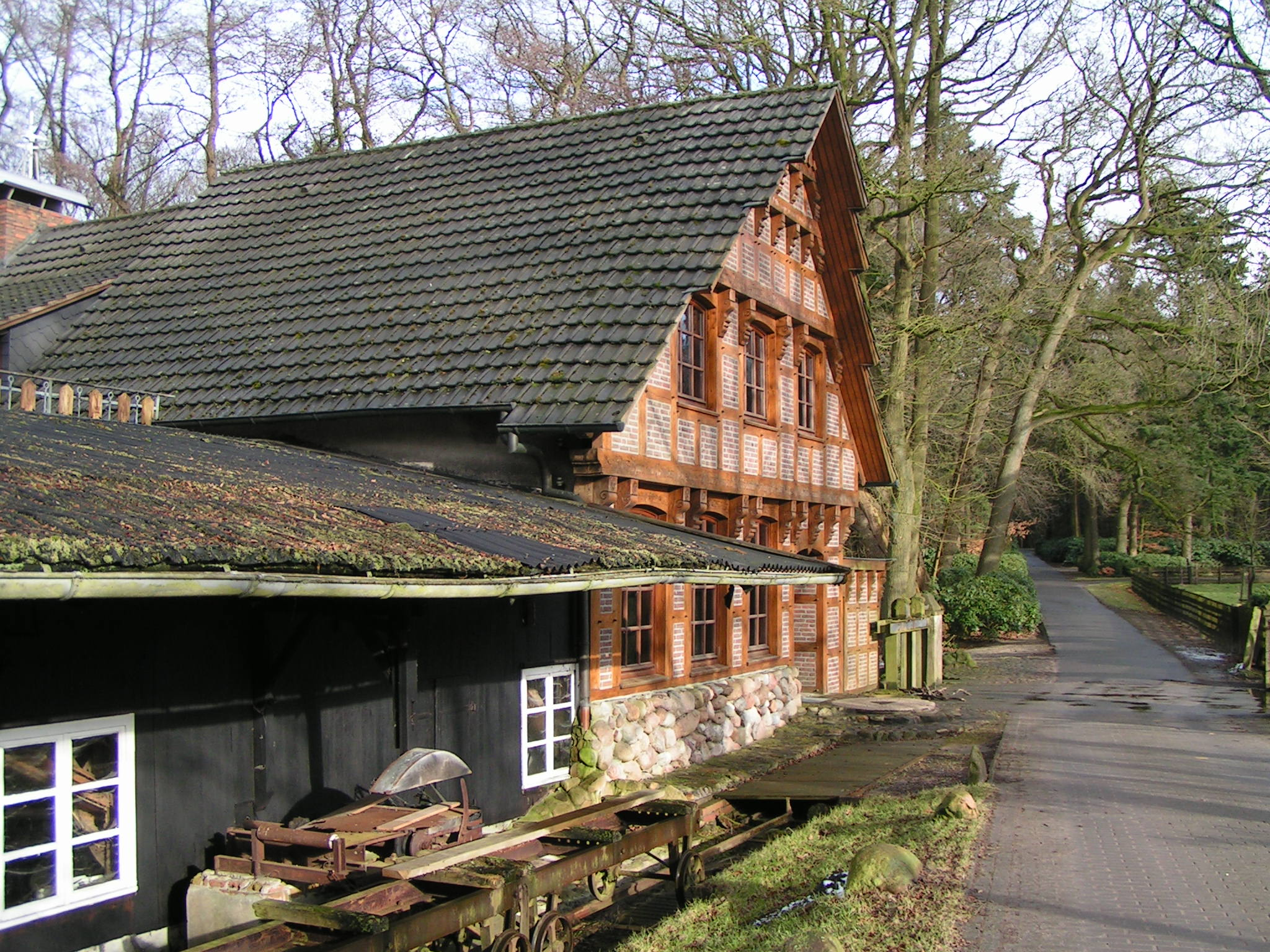
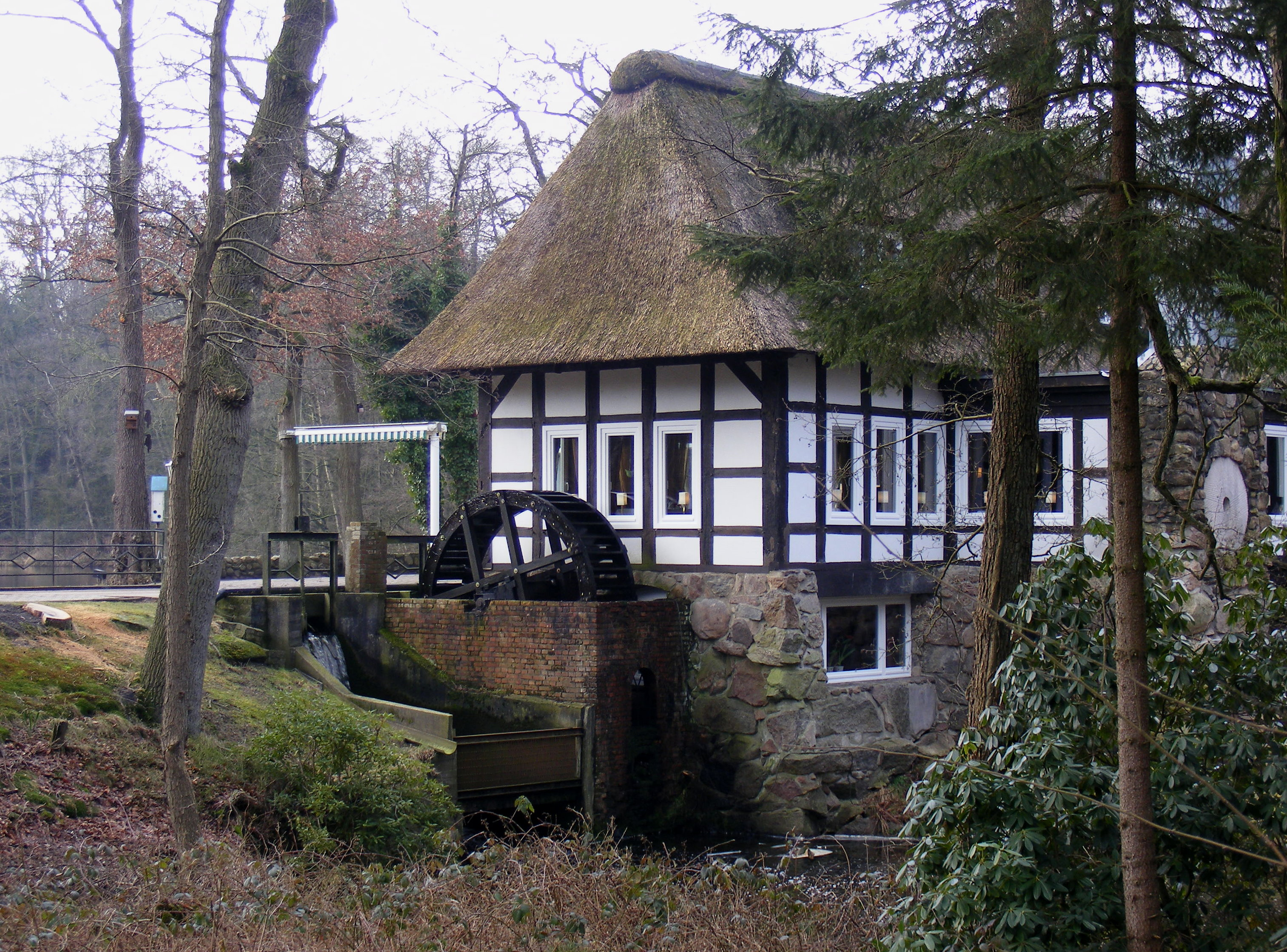
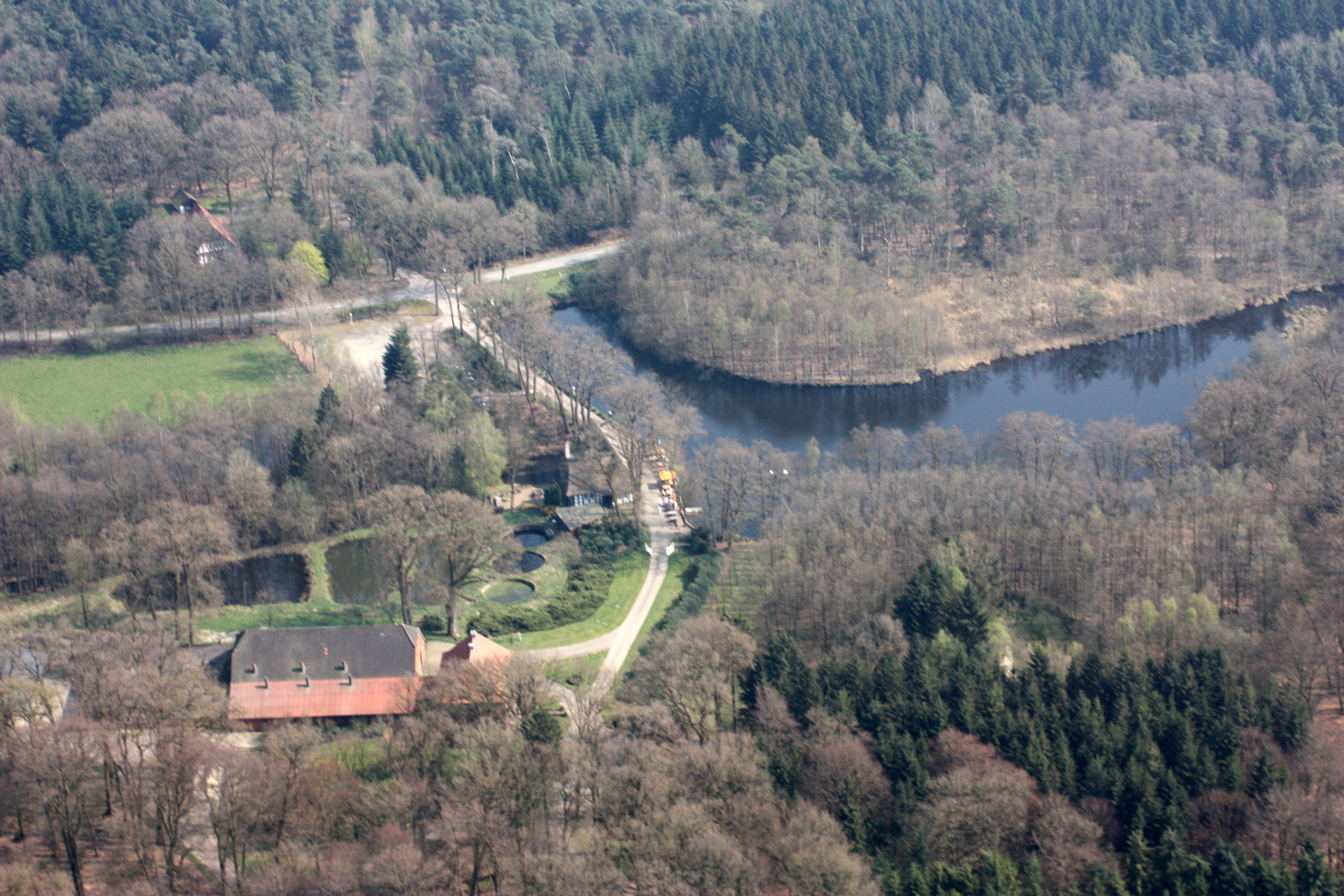

## Népesség
A település népességének változása:
| Lakosok száma | 9668 | 9747 | 9876 | 10 047 | 10 141 | 10 116 |
|               | 2016 | 2017 | 2019 | 2021   | 2022   | 2023   |